# John Bargrave
John Bargrave (1610 - 11 de mayo de 1680) fue un religioso inglés, canónigo de la Catedral de Canterbury, autor durante su estancia en Roma en 1660 de un texto en el que se relatan las maquinaciones que rodearon al nombramiento del papa Alejandro VII. También reunió una colección de objetos curiosos obtenidos en sus viajes, que se conserva en la Biblioteca de la Catedral de Canterbury.

## Primeros años
Bargrave nació en Kent en 1610. Era hijo del capitán John Bargrave y de Jane Crouch. Su padre había combatido en la guerra entre Inglaterra y España, y había regresado a Bridge para formar una familia. Los Bargrave habían pasado recientemente a ser considerados como miembros locales de la alta burguesía, lo que propició el matrimonio de Bargrave padre con la hija de Giles Crouch, un comerciante minorista de Londres que posteriormente construyó una impresionante casa familiar conocida como "Bifrons" en la cercana localidad de Patrixbourne. Bargrave hijo era sobrino de Isaac Bargrave, deán de la Catedral de Canterbury.

## Educación
Bargrave estudió primero en la The King's School de Canterbury y después en el St. Peter's College de Cambridge. Allí, Bargrave se convirtió en bibliotecario y posteriormente en miembro del colegio en 1637. El tío de Bargrave, Isaac, era un firme partidario de la monarquía y, por ende, de los Cavalieres, y al estallar la Revolución inglesa en 1642, fue encarcelado. Sería liberado al año siguiente, pero falleció poco después y John Bargrave fue expulsado de la comunidad universitaria.

## En Europa

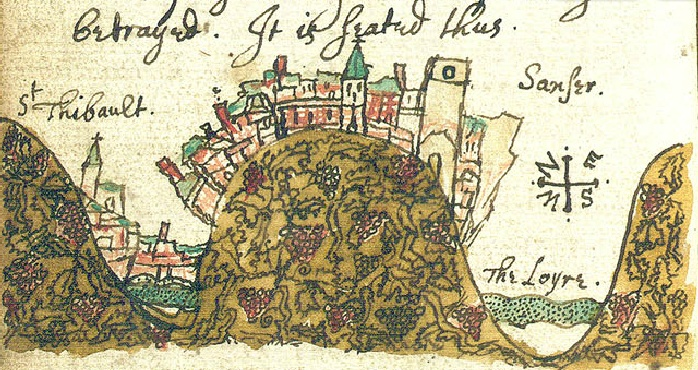
Detalle de una página del diario de viaje de John Bargrave, que muestra la ciudad francesa productora de vino de Sancerre en la cima de una colina en el centro, el río Loira a la derecha y el pueblo de Saint-Thibault a la izquierda

Posteriormente, Bargrave dedicó su tiempo principalmente a viajar por Europa. En 1646 y 1647 estuvo en Italia con su sobrino, John Raymond, autor de un itinerario en el que se supone que Bargrave tuvo una participación considerable. Volvió a Roma en 1650, 1655 y 1659-60, y observó (aunque no de forma oficial) las maquinaciones que rodearon al cónclave papal de 1655.
Experimentó de primera mano el poder del Inquisición romana y estaba al tanto de los acontecimientos de la corte papal en Roma, de las actividades de los cardenales y sus líderes seculares y de sus escándalos.

## Últimos años
Tras la restauración inglesa, obtuvo varios ascensos en Kent, y en 1662 fue nombrado canónigo de Canterbury.
Inmediatamente después de su nombramiento, partió con el archidiácono Selleck en la peligrosa misión de rescatar a los cautivos ingleses en Argel, para cuya liberación los obispos y el clero habían reunido diez mil libras. Cumplió con éxito su misión y pasó el resto de su vida en su patria, falleciendo en Canterbury el 11 de mayo de 1680.
En 1665, Bargrave se casó con la viuda Frances Osborne, una persona bien relacionada.

## Obra escrita

Armas de Bargrave: O, sobre un gules pálido, una espada erguida con pomo de plata y empuñadura de campo, un jefe de azur cargado con tres besantes

La única contribución de Bargrave a la literatura es un curioso texto titulado "Pope Alexander the Seventh and the College of Cardinals" (El papa Alejandro VII y el Colegio Cardenalicio), escrito originalmente en 1660 mientras Bargrave se encontraba en Roma, un relato que no se había redactado pensando en su publicación.
La obra consta de fragmentos seleccionados de tres publicaciones italianas anónimas contemporáneas («La Giusta Statura de' Porporati», «Il Nipotismo di Roma» e «Il Cardinalismo di Santa Chiesa»; las dos últimas de Gregorio Leti), con considerables añadidos propios. Los perfiles se diseñaron originalmente para ilustrar una colección de retratos del papa y de los cardenales publicada por Giovanni Giacomo de Rossi en 1657, titulada «Las Efigies».
La obra de Bargrave fue editada por James Craigie Robertson para la revista Camden Society en 1867, con unas memorias de Bargrave y un catálogo descriptivo de las curiosidades que había adquirido en sus viajes. Su cuartos de maravillas, con botas de montar y una miniatura de él y sus jóvenes pupilos viajeros, Raymond y Alexander Chapman, realizada por Matteo Bolgnini, se conserva intacta en la Biblioteca de la Catedral de Canterbury.

## Lecturas complementarias
- Chaney, Edward, «El Gran Tour y la Gran Rebelión» (Ginebra, 1985)
- Chaney, Edward, «La evolución del Gran Tour» (ed. rev., Londres, 2000) (la miniatura de Bolognini de Bargrave y sus protegidos observando un mapa de Italia aparece en la portada). * Chaney, Edward, "Roma Británica y la memoria cultural de Egipto: Lord Arundel y el obelisco de Domiciano", en Roma Británica: Mecenazgo artístico e intercambio cultural en la Roma del siglo XVIII, eds. D. Marshall, K. Wolfe y S. Russell, British School at Rome, 2011, págs. 147-170

- Datos: Q6220668